# Rootes Arrow
Rootes Arrow war die Projektbezeichnung für einen britischen Mittelklasse-Pkw, der 1966 auf den Markt kam und bis 1979 gebaut wurde. Das Fahrzeug wurde vom Rootes-Konzern entwickelt und nach dessen Übernahme durch den US-amerikanischen Autohersteller Chrysler von Großbritannien aus von Chrysler Europe verkauft. Es gab auch Arrow-Varianten unter den Marken Hillman, Humber, Singer, Sunbeam und Chrysler. Die bekannteste und am längsten produzierte Variante des Arrow ist der Hillman Hunter. Der Arrow war außerdem die Grundlage für den jahrzehntelang im Iran gebauten Peykan.

## Entwicklungsgeschichte

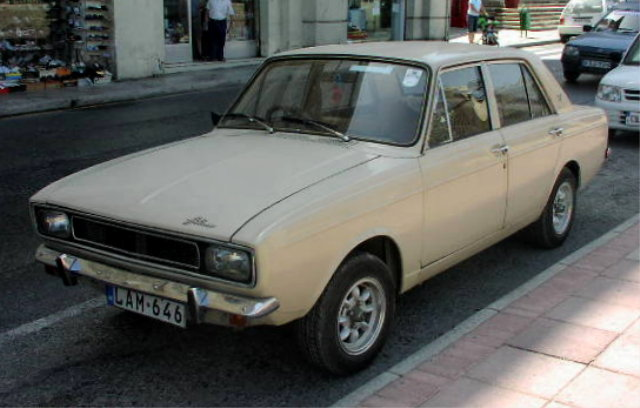
Hillman Hunter GT

Der Rootes Arrow war als größer dimensionierte Ergänzung zum Hillman Imp konzipiert.
Diesem Ansatz entsprechend, sahen erste Planungen aus dem Jahr 1962 zunächst eine viertürige Stufenhecklimousine mit Heckmotor vor. Das Projekt wurde zunächst unter dem Namen Swallow entwickelt. Das hauseigene Designteam entwickelte einige Studien mit glatter, nüchterner Linienführung, die Elemente des künftigen Rambler American und des Chevrolet Corvair miteinander verbanden. Letztlich war der Entwicklungsaufwand für das Heckmotorkonzept zu hoch, sodass die Arbeiten am Projekt Swallow bereits im Frühjahr 1963 eingestellt wurden.
Stattdessen entschied sich die Unternehmensleitung für ein konventionelles Modell mit Frontmotor und Hinterradantrieb, das über die einzelnen Konzernmarken in unterschiedlichen Marktsegmenten positioniert werden und so breite Käuferschichten ansprechen sollte.
Der Arrow wurde als Fahrzeug mit selbsttragender Karosserie konzipiert. Die Rohkarosserie war mit 260 Kilogramm vergleichsweise leicht. Das Fahrwerk war konventionell: Die Vorderräder wurden mit einer MacPherson-Aufhängung geführt, hinten hatte der Wagen eine Starrachse an Blattfedern.
Die Motoren, alle mit vier Zylindern stammten aus dem Rootes-Baukasten. Es waren Reihenmotoren mit fünf Kurbelwellenlagern, hängenden Ventilen und 1,5 und 1,7 Litern Hubraum, die um 15° geneigt eingebaut waren. Dies erlaubte eine flache Motorhaube und ließ Platz für die Vergaser. Die Leistung reichte von 66 bhp (49 kW) bis zu 88 bhp (66 kW). Die Kraft wurde über Vierganggetriebe mit Handschaltung, wahlweise mit Overdrive, oder eine Dreigangautomatik übertragen.
Der Arrow hatte in den ersten Jahren seiner Produktion einen guten Stand und konnte sich als konventionelles, anspruchsloses Fahrzeug gegenüber ambitionierten, aber unausgereiften Fahrzeugen der Konkurrenz von BMC recht anständig behaupten. Auch im Vergleich zu den ähnlich anspruchslos konzipierten Wagen von Ford (Cortina Mk. II) und Vauxhall (Viva HB) hielt sich der Arrow zunächst solide. Allerdings machte sich im Laufe der Jahre bemerkbar, dass Rootes (später Chrysler UK) den Arrow kaum weiterentwickelte. Das Aussehen wurde verändert und die Ausstattungsvarianten neu zugeschnitten. Gegenüber dem neuen Cortina, dessen dritte Version vergrößert worden war, dem Ford Escort und dem Vauxhall Viva HC verlor er daher zunehmend an Boden. Hinzu kam, dass Chrysler als neuer Inhaber in den 1970er Jahren auch Konkurrenz im eigenen Hause zuließ, indem 1970 der nur wenig kleinere Hillman Avenger mit zum Teil ebenbürtiger Leistung und 1975 auch der damals sehr moderne Chrysler Alpine ins Programm aufgenommen wurden. Zuletzt sprach der Arrow (als Chrysler Hunter mit einer an die früheren Modelle Hillman Hunter GLS, Humber Sceptre und Sunbeam Rapier angelehnten äußeren Gestaltung) vor allem traditionell orientierte britische Kunden an – Chryslers Prospektmaterial der späten 1970er Jahre zeigt den Hunter relativ unprätentios in der Kulisse einer englischen Landwirtschaftsmesse.
Der Arrow war der letzte Personenwagen, den Rootes vollständig selbst entwickelt hatte, bevor der Konzern von Chrysler übernommen wurde.

## Produktionsprozess
Die Rohkarosserien aller Arrow-Versionen wurden von 1966 bis 1968 bei dem Karosseriehersteller Pressed Steel Company in Cowley (Oxfordshire) gefertigt und die Fahrzeuge im Rootes-Werk in Ryton-on-Dunsmore bei Coventry zusammengebaut.
Nachdem der Rootes-Konkurrent British Motor Corporation im Sommer 1965 Pressed Steel übernommen hatte, kündigte er nach und nach alle Verträge mit fremden Kunden. Rootes erwarb daraufhin 1966 die veraltete Pressed-Steel-Niederlassung im schottischen Linwood, in die nach und nach die Karosseriefertigung der meisten Rootes-Modelle verlagert wurde. Ende 1968 begann die Karosseriefertigung für die Arrow-Modelle und damit auch für den Hillman Minx bei dem nun Rootes Pressings genannten Werk in Linwood. Im ersten Jahr wurden die Karosserien mit Güterzügen in das 450 km entfernte Ryton-on-Dunsmore transportiert, wo sie komplettiert wurden. 1970 schließlich ging auch die Endmontage der Arrow-Modelle nach Schottland.
1977 schließlich wurde die Fertigung des Arrow komplett zu Chrysler Ireland in Dublin verlegt. Hier entstanden bis 1979 die letzten Varianten des Chrysler Hunter und wahrscheinlich auch einige Humber Sceptre.

## Karosserieversionen
Der Rootes Arrow wurde in drei Karosserieversionen angeboten:
- Basisfahrzeug war eine 1966 vorgestellte viertürige Limousine mit schnörkelloser, glattflächiger Karosserie und ausgeprägter Trapezlinie. Das Design entstand vollständig im Haus; verantwortlicher Designer war Rex Flemming. Die Limousine wurde von allen Marken des Konzerns angeboten.

- Davon abgeleitet wurde ein zweitüriges Fließheck-Coupé mit runden Doppelscheinwerfern und einem großzügig verglasten Dachaufbau, der aus mancher Perspektive an den Plymouth Barracuda erinnerte. Verantwortlicher Designer war Roy Axe. Das Coupé wurde 1967 vorgestellt und blieb – ohne weitere Entwicklungsarbeiten – bis 1976 im Programm. Es wurde in unterschiedlichen Leistungsversionen nur unter der Marke Sunbeam angeboten.

- Eine weitere Karosserieversion war der Kombi namens Estate, der 1967 erschien und als Hillman sowie – zeitweilig – als Humber angeboten wurde. Besonderes Merkmal sind die eigenwilligen Rückleuchten, die dem Coupé Rapier entlehnt waren.

## Modelle

### Britischer Markt
Die Rootes-Gruppe war bekannt für eine intensive Verwendung des Badge-Engineering. Der Arrow machte hier keine Ausnahme. Der Wagen wurde anfänglich unter allen Marken des Rootes-Konzerns angeboten. Die Fahrzeuge unterschieden sich äußerlich nur in der Gestaltung der Frontpartie; abgesehen davon variierten sie im Hinblick auf die Ausstattung. Ziel war es, alle erdenklichen Ausstattungsvarianten als eigenständiges Fahrzeug, jedenfalls aber als eigenen Typ erscheinen zu lassen. Das Resultat dieser Politik war verwirrend, so wurde die Baureihe 1970 auf dem heimischen Markt unter acht verschiedenen Bezeichnungen angeboten.
Ab 1971 vereinfachte Chrysler die Modellpalette, indem die Limousinen und Kombis nur noch als Hillman Hunter und Humber Sceptre angeboten wurden; eine weitergehende Differenzierung erfolgte dann durch unterschiedliche Zusätze zum Fahrzeugnamen. 1976 stellte Chrysler die Produktion des Humber Sceptre und der Sunbeam-Modelle ersatzlos ein. Im Programm blieb nur noch der Hunter, der ab 1977 nicht mehr als Hillman, sondern unter der Marke Chrysler vertrieben wurde. Die Übernahme Chrysler Europes durch den französischen PSA-Konzern 1979 bedeutete das Aus für den inzwischen 13 Jahre alten Hunter. Es gibt Spekulationen, dass die letzten vor der Übernahme bereits fertiggestellten Hunter 1979 kurzzeitig unter der PSA-Marke Talbot verkauft wurden; Belege gibt es dafür aber nicht.
| Britische Varianten des Rootes Arrow |                  |                       | |                             |
| Marke                                | Modell           | Produktions- zeitraum | Anmerkungen | Bild                        |
| Chrysler                             | Hunter           | 1977–1979             | Nachfolger des Hillman Hunter. Letzte Variante des Arrow, ausschließlich in Irland gebaut. Ab 1979 kurzfristig noch von PSA (Talbot) verkauft.                 | Chrysler Hunter (1979)      |
| Hillman                              | Hunter           | 1966–1976             | Am häufigsten und längsten produzierte Variante des Arrow. Ab 1977 als Chrysler Hunter vermarktet.                                                             | Hillman Hunter (1967)       |
| Hillman                              | Minx             | 1967–1970             | Einsteigermodell. Günstigere, einfacher ausgestattete und schwächer motorisierte Version des Hillman Hunter. Ab 1970 vom Hillman Hunter De Luxe (DL) abgelöst. | Hillman Minx (1967)         |
| Humber                               | Sceptre Mark III | 1967–1976             | Spitzenmodell der Arrow-Reihe mit hochwertiger Ausstattung. Ab 1977 in die Hunter-Reihe integriert.                                                            | Humber Sceptre              |
| Singer                               | Vogue            | 1967–1970             | Parallelmodell zum Hillman Hunter. Nach Einstellung der Marke Singer 1970 wurden die letzten Vogue in Großbritannien als Sunbeam Vogue verkauft.               | Singer Vogue (1969)         |
| Singer                               | Gazelle          | 1967–1970             | Einsteigermodell. Günstigere, einfacher ausgestattete und schwächer motorisierte Version des Singer Vogue, Positionierung analog zum Hillman Minx.             | Singer Gazelle (1968)       |
| Sunbeam                              | Rapier           | 1967–1976             | Coupéversion des Arrow. | Sunbeam Rapier H 120 (1974) |
| Sunbeam                              | Alpine           | 1969–1975             | Einsteigerversion des Arrow Coupé: einfacher ausgestattete und schwächer motorisierte Variante des Rapier.                                                     | Sunbeam Alpine              |
| Sunbeam                              | Vogue            | 1970                  | Umbenannte Singer Vogue, die bis zur Einstellung der Marke Singer nicht abverkauft waren.                                                                      | Sunbeam Vogue (1970)        |
| Talbot                               | Hunter           | 1979                  | Vermutete, aber nicht gesicherte Variante zum Abverkauf der letzten Chrysler Hunter nach Übernahme Chrysler Europes durch den PSA-Konzern.                     |                             |

### Exportversionen
| Exportversionen des Rootes Arrow |             |                                                                                      |                        |
| Marke                            | Bezeichnung | Anmerkungen                                                                          | Bild                   |
| Sunbeam                          | Arrow       | Exportbezeichnung des Hillman Hunter für den nordamerikanischen Markt.               | Sunbeam Arrow          |
| Sunbeam                          | Hunter      | Exportbezeichnung des Hillman Hunter für den kontinentaleuropäischen Markt.          |                        |
| Sunbeam                          | Minx        | Exportbezeichnung des Hillman Minx für den kontinentaleuropäischen Markt.            |                        |
| Sunbeam                          | Sceptre     | Exportbezeichnung des Humber Sceptre Mark III für den kontinentaleuropäischen Markt. | Sunbeam Sceptre (1973) |
| Hillman                          | Arrow       | Basisversion des Arrow auf dem australischen und südafrikanischen Markt.             |                        |
| Hillman                          | Hustler     | Sportversion des Arrow auf dem australischen Markt                                   |                        |

## Zweites Leben im Iran

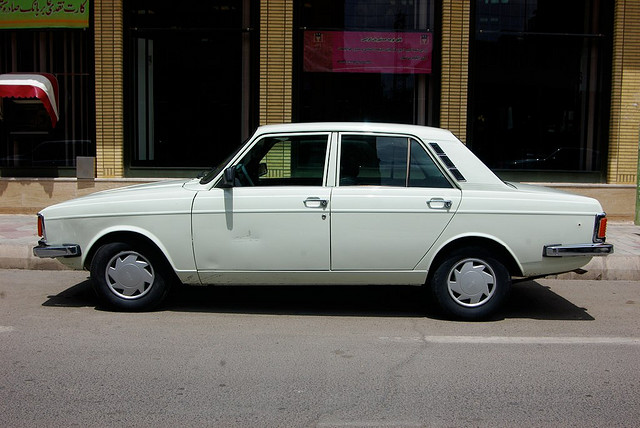
Iranischer Peykan

Seit 1967 wurde der Rootes Arrow im Iran von dem Unternehmen Iran Khodro unter der Bezeichnung Peykan hergestellt. Zunächst wurden die Wagen aus importierten Teilen britischer Fertigung zusammengesetzt; nachdem 1979 die Produktion des Hunter in Großbritannien (bzw. Irland) ausgelaufen war, erfolgte die Herstellung des Peykan vollständig im Iran. Der Peykan wurde bis 2005 gebaut.

## Konkurrenten
- Austin Maxi
- Austin 1300
- Ford Cortina Mk. II
- Escort ’68
- Vauxhall Viva HB